# Хус, Эбби
Эбби Хус (нидерл. Emily Abigail Ashley Hoes Gauna; род. 20 мая 1994, Роттердам, Нидерланды) — нидерландская актриса

.

## Биография
Эбби Хус родилась 20 мая 1994 года в Роттердаме. Окончила Амстердамский университет искусств в 2016 году. Карьера Эбби началась в 2008 году на телевидении. После дебюта на телевидении актрису начали приглашать к работе в кинематографических проектах.